# WatchOS
A watchOS az Apple Watch készülékek operációs rendszere, amelyet az Apple Inc. fejleszt. Alapja az iOS és több funkciója is hasonló az iOS-hez. A watchOS első változata 2015. április 24-én jelent meg az Apple Watch forgalomba kerülésével. Jelenleg az Apple Watch az egyetlen olyan eszköz, amin watchOS fut. A fejlesztők által használt API neve WatchKit.
Az Apple a 2015-ös WWDC-n mutatta be a watchOS 2-t. Az új verzió fontos változásokat hozott magával, így például natív alkalmazások lehetőségét a fejlesztők számára – korábban az alkalmazások valójában az Apple Watch-csal párosított iPhone-on futottak. A watchOS 2 megjelenése eredetileg 2015. szeptember 16-ra volt tervezve, de egy, az utolsó pillanatban felfedezett hiba miatt ez szeptember 21-re csúszott.
A watchOS legutóbbi főváltozatát, a watchOS 4-et az Apple 2017. június 6-án mutatta be, és az 2017. szeptember 19-én jelent meg hivatalosan.

## A watchOS felhasználói felülete
A watchOS főképernyője (amit a "Carousel" névre keresztelt alrendszer rajzol ki) kör alakú alkalmazás ikonokat jelenít meg, amelyek nézetét a digitális korona tekerésével lehet nagyítani vagy kicsinyíteni.
Az Áttekintések (Glances) nézet gyors hozzáférést biztosít az egyes alkalmazások nyújtotta információkhoz, mint például a pulzusmérés vagy a zenelejátszás vezérlése, de külső fejlesztők is készíthetnek Áttekintés nézetet az alkalmazásaikhoz. Az Áttekintések az óra számlapon alulról való felhúzással érhetőek el.
Az egyes áttekintések között balra vagy jobbra húzással válthatunk.
Az Apple Watch nyomásérzékeny kijelzőjével különböző utasításokat adhatunk a watchOS-nek, így például az megkülönbözteti az egyszerű érintést az erősebb lenyomástól.

## A watchOS verziótörténete

### watchOS 1.x
| Verziótörténet: watchOS 1.x | Verziótörténet: watchOS 1.x | Verziótörténet: watchOS 1.x | Verziótörténet: watchOS 1.x | Verziótörténet: watchOS 1.x |
| watchOS verzió              | Build                       | Megjelenés ideje            | Fontosabb változások |                             |
| --------------------------- | --------------------------- | --------------------------- | --- | --------------------------- |
| 1.0                         | 12S507                      | 2015. április 24.           | A watchOS legelső verziója az Apple Watch-on. UI: - Kör alakú, nagyítható és görgethető ikonok a főképernyőn. - Nagyítás a digitális korona segítségével. 9 óraszámlap: Kronográf, Színes, Moduláris, Praktikus, Mickey egér, Egyszerű, Mozgás, Nap, Csillagászat. 20 beépített alkalmazás: Tevékenység, Ébresztő, Naptár, Kamera távirányító, Mail, Térképek, Üzenetek, Zene, Passbook, Telefon, Fotók, Remote, Beállítások, Siri, Részvények, Stopper, Időzítő, Időjárás, Edzés, Világóra. |                             |
| 1.0.1                       | 12S632                      | 2015. május 19.             | A Sirit, a különféle tevékenységek mérését és az azokhoz kapcsolódó számításokat, a kisegítő lehetőségeket, és a külső fejlesztők alkalmazásait érintő teljesítmény javításai. Új Emoji-karakterek és új nyelvek (magyar egyelőre nincs). Biztonsági javítások. |                             |

### watchOS 2.x
| Verziótörténet: watchOS 2.x | Verziótörténet: watchOS 2.x | Verziótörténet: watchOS 2.x | Verziótörténet: watchOS 2.x | Verziótörténet: watchOS 2.x |
| watchOS verzió              | Build                       | Megjelenés ideje            | Fontosabb változások |                             |
| --------------------------- | --------------------------- | --------------------------- | --- | --------------------------- |
| 2.0                         | 13S344                      | 2015. szeptember 21.        | Új óraszámlapok, színek, és lehetőségek, például: Fotó és Fotóalbum, időutazás funkció a digitális korona gombbal, ébresztőóra mód, külső fejlesztők alkalmazásai komplikációkként. A Siri, a Tevékenységek, az Edzés, az Apple Pay és Wallet, a Barátok, a Digital Touch, a Térképek, a Zene, az e-mailek, a híváskezelés fejlesztései. Aktiválási zár: a többi iOS-eszközről már ismert funkció az óra aktiválást a korábban a zároláshoz használt Apple ID és jelszó megadásához köti. A külső fejlesztők immár natív alkalmazásokat is fejleszthetnek és hozzáférnek az óra különböző érzékelőihez. Új nyelvek támogatása a felhasználói felületen (magyar nincs), a diktálásnál, és az intelligens válaszoknál. |                             |
| 2.0.1                       | 13S428                      | 2015. október 21.           | Az óra stabilitását, a szoftverfrissítéseket, az akkumulátorteljesítményt, a szinkronizálást, a helyzetinformációk frissítését, a Digital Touch-ot, és a Live Photo-kat érintő hibák javításai. |                             |
| 2.1                         | 13S661                      | 2015. december 8.           | Különféle hibák javításai, és új nyelvek támogatása, melyek között már megtalálható a magyar is. |                             |
| 2.2                         | 13V144                      | 2016. március 21.           | Több óra egyetlen iPhone-nal való párosítása, a Térképek fejlesztései és új nyelvek támogatása, illetve további fejlesztések és hibajavítások. |                             |
| 2.2.1                       | 13V420                      | 2016. május 16.             | Hibajavítások és biztonsági frissítések. |                             |
| 2.2.2                       | 13V604                      | 2016. július 18.            | Hibajavítások és biztonsági frissítések. |                             |

### watchOS 3.x
| Verziótörténet: watchOS 3.x | Verziótörténet: watchOS 3.x | Verziótörténet: watchOS 3.x | Verziótörténet: watchOS 3.x | Verziótörténet: watchOS 3.x |
| watchOS verzió              | Build                       | Megjelenés ideje            | Fontosabb változások |                             |
| --------------------------- | --------------------------- | --------------------------- | --- | --------------------------- |
| 3.0                         | 14S326                      | 2016. szeptember 13.        | Új funkciók és hibajavítások. - Az appok gyorsabb elérése a dock segítségével, amelyen akár 10 alkalmazás is elhelyezhető, és amelyek a háttérben futnak tovább az azonnali eléréshez. A dock az oldalsó gomb lenyomásával érhető el. - Megújult Vezérlőközpont, amely a képernyőn alulról felfelé legyintéssel érhető el, és ami gyors hozzáférést biztosít a készülék egyes funkcióinak vezérléséhez. - Új óraszámlapok, amelyek között immár a képernyő egyik széléről oldalra görgetéssel lehet könnyen váltani. - A Tevékenységek megosztása más felhasználókkal, és kerekesszékes támogatás. Az edzések közben immár 5 érték is megjelenik egyszerre, köztük a távolság, a tempó, az aktív kalóriák, a pulzus és az eltelt idő. Az edzések immár szüneteltethetők, ha például egy piros lámpánál meg kell állni. Az új Légzés app segítségével pedig sokkal könnyebb a relaxálás. - Az Üzenetekben immár lehetőség van teljes képernyős effektek használatára, vagy az ujjal rajzolt betűk gépelt szövegként való felismerésére és elküldésére. - A HomeKit eszközök támogatása az új Otthon appon keresztül. - SOS funkció, amely az oldalsó gomb 5 másodperces nyomva tartása esetén a segélyhívó számát képes felhívni. - A Mac feloldásának engedélyezése az Apple Watch használatával, ami így kiváltja a jelszó begépelését. |                             |
| 3.1                         | 14S471                      | 2016. október 24.           | Új, teljes képernyős üzenetküldési effektek, illetve hibajavítások, amelyek többek között az Időzítő, a Tevékenység-gyűrűk és az azokat használó óraszámlapok, és a Force Touch-beállítások esetén tapasztalható, illetve az Apple Watch Series 2 töltési hibáját orvosolják. |                             |
| 3.1.1                       | 14S883                      | 2016. december 12.          | Hibajavítások, melyek többek között az Üzenetek, az értesítések, a Részvények komplikáció, a Tevékenység óraszámlapok, az Időjárás, a Térképek és navigálás és a Naptár hibáit orvosolják. A watchOS 3.1.1-et két nappal a megjelenése után a frissítéskor jelentkező problémák miatt az Apple visszavonta. |                             |
| 3.1.3                       | 14S960                      | 2017. január 23.            | Fejlesztések és hibajavítások. |                             |
| 3.2                         | 14V249                      | 2017. március 27.           | Új funkciók és hibajavítások: - Színház mód: bekapcsolja a néma módot és kikapcsolva tartja a kijelzőt mindaddig, amíg arra rá nem koppintunk vagy meg nem nyomjuk a digitális koronát vagy az oldalsó gombot. - Siri már együttműködik az App Store-ból származó alkalmazásokkal is. - A Firka már elérhető francia, spanyol és olasz nyelven. - A zenei játéklisták szinkronizálási folyamatának visszajelzése az iPhone-on a Watch appban. - 6 darab új óraszámlap-szín a Nike+ Apple Watch modellek esetén. |                             |
| 3.2.2                       | 14V485                      | 2017. május 15.             | Fejlesztések és hibajavítások. |                             |
| 3.2.3                       | 14V753                      | 2017. július 19.            | Fejlesztések és hibajavítások. |                             |

### watchOS 4.x
| Verziótörténet: watchOS 4.x | Verziótörténet: watchOS 4.x | Verziótörténet: watchOS 4.x | Verziótörténet: watchOS 4.x | Verziótörténet: watchOS 4.x |
| watchOS verzió              | Build                       | Megjelenés ideje            | Fontosabb változások |                             |
| --------------------------- | --------------------------- | --------------------------- | --- | --------------------------- |
| 4.0                         | 15R372                      | 2017. szeptember 19.        | Új funkciók és hibajavítások. - Új óraszámlapok: Siri, kaleidoszkóp, Toy Story: Siri mostantól interaktívan megjeleníti egy külön óraszámlapon, ami minket éppen az adott pillanatban érdekelhet majd. A kaleidoszkóp számlapon egy folyamatosan változó kép látszik a mutatók mögött. A Toy Story számlapon pedig Woody, Jessie és Buzz Lightyear kapott helyet. - Újdonságok a Tevékenységek kapcsán: mostantól a napi tevékenységekért kapott értesítések animációt is kapnak. - Megújult Edzés app: immár képes átadni az edzőgépnek az aktuális adatokat, így edzés közben a megfelelő gép megjeleníti például a kalóriák vagy a pulzus értékei. - Megújult Zene app: immár támogatja a zenék automatikus szinkronizálását, és köztük a digitális koronával könnyen tudunk görgetni. - Megújult Dock: mostantól függőlegesen tudunk görgetni az alkalmazásaink kis kártyái között. - Megújult pulzusmérés: az óra már képes figyelmeztetni minket arra is, ha például nyugalmi helyzetben felszalad a pulzusunk, vagy bármi más szabálytalanságra lesz figyelmes. - Új API-k a fejlesztőknek: rövidebb válaszidejű appok, új háttérüzemmódok, hozzáférés a Core Bluetooth keretrendszerhez és a varázslófunkcióhoz. |                             |

## Fordítás
- Ez a szócikk részben vagy egészben  a   WatchOS című angol Wikipédia-szócikk ezen változatának fordításán alapul.  Az eredeti cikk szerkesztőit annak laptörténete sorolja fel. Ez a jelzés csupán a megfogalmazás eredetét és a szerzői jogokat jelzi, nem szolgál a cikkben szereplő információk forrásmegjelöléseként.